# يان ديمون
يان ديمون (بالإنجليزية: Ian Damon)‏ هو مقدم برامج إذاعية بريطاني، ولد في 5 يونيو 1935 في سيدني في أستراليا.